# 卢卡木单抗
卢卡木单抗（INN：Lucatumumab；开发代号：CHIR 12.12或HCD122）是一种针对CD40的人单克隆抗体，诺华在研究其用于治疗多发性骨髓瘤和滤泡性淋巴瘤等多种类型的癌症后，于2013年停止了其开发。
它是CD40的拮抗剂，由凯荣公司的科学家使用Abgenix的XenoMouse转基因小鼠产生完全人类抗体而创造。该药物的研发成为了凯荣和Xoma公司于2004年开始合作的一部分。诺华于2005年收购凯荣后接手了该项目。
在体外研究中，它抑制CD40配体诱导的细胞增殖并诱导细胞裂解。
在针对多发性骨髓瘤和慢性淋巴细胞白血病的三项1期试验中，这些公司努力确定最佳剂量，但获得了尚不清楚的结果。计划中的多发性骨髓瘤I/II期试验的I期部分于2005年开始，并于2012年更新为II期并结束；截至2014年，结果尚未公布。